# Richard Adou
Richard Christophe Adou (né en 1965) est un magistrat hors grade ivoirien et procureur de la république de Côte d'Ivoire de 2009 à 2023. Depuis le 6 juin 2023, il est conseiller au conseil constitutionnel.

## Biographie
Richard Christophe Adou, originaire d'Abengourou, est né en 1965. Il fait ses études universitaires à Abidjan. Ensuite, il intègre l'École nationale d'administration (ENA) et sort de celle-ci diplômé en section magistrature en 1994. Après, il commence sa carrière en tant que substitut du procureur au tribunal de première instance de Bouaké, par la suite, il occupe le poste de juge au siège. De 1999 à 2002, il est détaché à la section de Bouna dans le Nord-Est du pays. Il a également travaillé pendant deux ans à Tiassalé avant de devenir adjoint du procureur Raymond Fehou Tchimou au parquet d’Abidjan. Il retourne ensuite à Bouaké en avril 2009 en tant que procureur de la république, avant d'être nommé en janvier 2013 au tribunal de première instance d'Abidjan (Plateau) où il a passé 10 ans (2013-2023),. Il a également été directeur de la cellule spéciale d'enquête, d'instruction et de lutte contre le terrorisme (CSEILT).
Depuis le 6 juin 2023, Richard Adou est conseiller au conseil constitutionnel de la république de Côte d'Ivoire,.

## Distinctions
- Décembre 2023:  médaille d'honneur du ministère français de l'Europe et des Affaires étrangères pour ses actions de lutte contre le terrorisme[2].